# Карл II (герцог Лотарингии)
Карл II (фр. Charles II dit le Hardi; 11 сентября 1364 — 25 января 1431, Нанси) — герцог Лотарингии с 1390 года. Сын Жана I и Софии Вюртембергской.
По нумерации должен считаться первым, но в 16 веке лотарингские историографы, стараясь привести родословную Гизов к Каролингам, включили в список герцога Карла (ум. в 993 году), хотя тот правил в Нижней Лотарингии.

## Биография

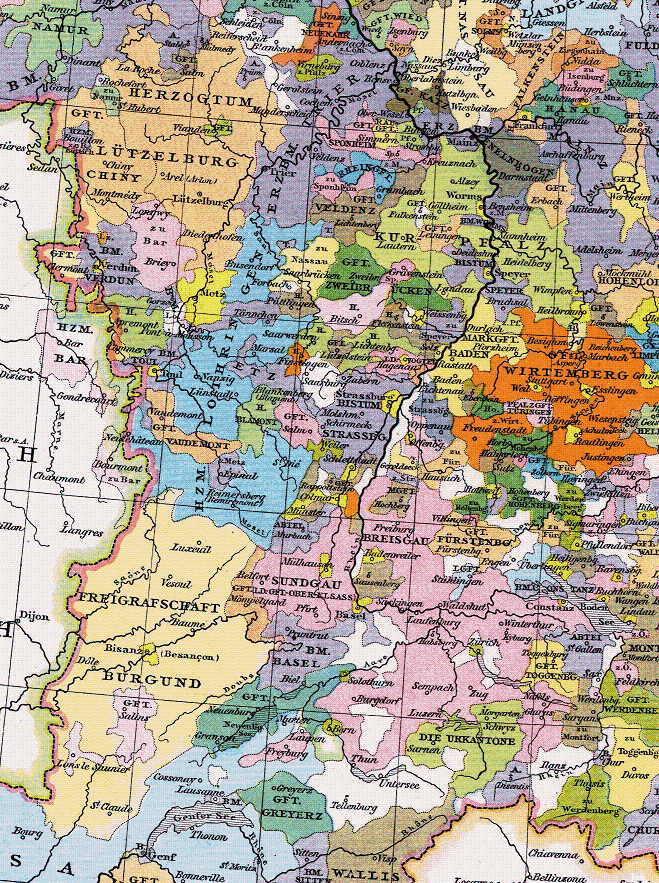
Герцогство Лотарингия на карте Германской империи 1400 года

В молодости Карл II был дружен с Филиппом II Бургундским, во многих военных действиях они были товарищами по оружию.
Карл Лотарингский участвовал в походах и экспедициях:
- 1391 — в Тунис
- 1396 — битва при Никополисе (вместе с Жаном Неверским, сыном бургундского герцога Филиппа)
- 1399 — крестовый поход в Ливонию (вместе с Тевтонским орденом)

В 1400 году немецким императором был избран Рупрехт Виттельсбах — тесть Карла Лотарингского.
Начиная с 1405 года Людовик Орлеанский, получивший в залог герцогство Люксембург, предпринимал попытки создать себе княжество из французских анклавов в Лотарингии. Вместе с Робертом I де Бар, герцогом Люксембурга и графом Намюра он вторгся во владения Карла II, но был разбит весной 1407 года при Корни-сюр-Мозель, и в июле того же года при Шампиньоле. Убийство Людовика Орлеанского (23 ноября 1407 года) положило конец этой войне.
Несмотря на свою поддержку партии Бургиньонов, Карл Лотарингский предпочитал не вмешиваться во франко-английский конфликт, и не участвовал в битве при Азенкуре (1415 год), в которой был убит его брат Ферри де Водемон.
В следующем году королева Изабелла Баварская назначила Карла коннетаблем Франции, но он быстро отказался от этой должности. Сначала старался придерживаться политики нейтралитета в отношениях между Францией и Бургундией, потом сблизился с королём Карлом VII и выдал свою дочь и наследницу Изабеллу замуж за его родственника — Рене Анжуйского.
В начале 1429 года больной герцог Карл пригласил в Сен-Николя-де-Пор Жанну д’Арк, но Орлеанская дева обвинила его в беспутной жизни и потребовала отослать любовницу. Карл советам не последовал, но выделил Жанне отряд, сопроводивший её в Шинон.

## Семья
Жена (1394) — Маргарита фон Виттельсбах (1376—1434), дочь германского императора Рупрехта. Дети:
- Изабелла (1400—1453), герцогиня Лотарингии, с 1420 замужем за Рене Анжуйским (1409—1480)
- Екатерина (1407—1439), муж: Якоб (1407—1453), маркграф Бадена.

Ещё двое детей умерли в детстве.
От любовницы по имени Алисон дю Мэй у Карла Лотарингского были дети:
- Ферри, бастард Лотарингский, синьор де Билдстейн
- Жан по прозвищу Пиллелипиль, бастард Лотарингский, сеньор де Дарньоль
- Ферри де Люневилль, бастард Лотарингский
- Екатерина
- Изабелла